# Michael von Engelhardt
Michael von Engelhardt (* 8. Februar 1943 in Göttingen; † 13. Oktober 2023) war ein deutscher Soziologe.

## Leben
Von 1964 bis 1969 studierte er Soziologie, politische Wissenschaft, Philosophie und Pädagogik an den Universitäten Tübingen und Göttingen. Nach der Promotion 1973 in Soziologie mit den Nebenfächern Politische Wissenschaft und Pädagogik an der Universität Göttingen und Habilitation 1980 (venia legendi für Soziologie) ebenda war er von 1983 bis 2008 Professor für Soziologie am Institut für Soziologie der Universität Erlangen-Nürnberg.
Seine Forschungsschwerpunkte waren soziologische Theorie, Biographie und Lebenslauf, Migration, Bildungs-, Kultur- und Wissenschaftssoziologie und Medizinsoziologie.

## Schriften (Auswahl)
- mit Rainer-W. Hoffmann: Wissenschaftlich-technische Intelligenz im Forschungsgroßbetrieb. Eine empirische Untersuchung zu Arbeit, Beruf und Bewußtsein. Köln 1974, ISBN 3-434-00195-6.
- Die pädagogische Arbeit des Lehrers. Eine empirische Einführung. Paderborn 1982, ISBN 3-506-99336-4.
- mit Christa Herrmann: Humanisierung im Krankenhaus. Empirische Befunde zur Professionalisierung der Patientenversorgung. München 1999, ISBN 3-7799-1393-3.
- Lebensgeschichte und Gesellschaftsgeschichte. Biographieverläufe von Heimatvertriebenen des Zweiten Weltkriegs. München 2001, ISBN 3-89129-047-0.